# تپه ککی
تپه ککی مربوط به دوران پیش از تاریخ ایران باستان است و در شهرستان سراوان، دهستان دزک، روستای تنکان واقع شده و این اثر در تاریخ ۷ مهر ۱۳۸۱ با شمارهٔ ثبت ۶۱۰۰ به‌عنوان یکی از آثار ملی ایران به ثبت رسیده است.